# Herbie
Herbie è un personaggio immaginario creato dalla Disney, sulla base del racconto Car, Boy, Girl di Gordon Buford; è una Volkswagen Maggiolino dotata magicamente di un'anima propria, scoperta dal meccanico Tennessee Steinmetz.

## Biografia
Herbie viene creato dallo scienziato tedesco Gustav Stumpfel nel 1963, dopo che, al termine della Seconda Guerra Mondiale, gli occupanti statunitensi gli avevano commissionato un'automobile animata. Stumpfel decide però di liberare il Maggiolino, invece che consegnarlo all'esercito. Per breve tempo, l'auto appartiene ad una cameriera, che la restituisce però al venditore (Peter Thorndyke) per problemi meccanici. Visto Jim Douglas al concessionario, Herbie decide di seguirlo; Thorndyke, tuttavia, denuncia l'uomo per furto e lo costringe ad acquistare il Maggiolino. Grazie a Jim, Herbie inizia una "carriera" come auto da corsa, ottenendo molti successi; aiuta inoltre il proprietario a corteggiare e poi sposare Carole Bennet.
Per alcuni anni, Jim va a vivere in Europa, e lascia Herbie all'amico Tennessee Steinmetz e a sua nonna, che il Maggiolino protegge dagli abusi del corrotto costruttore Alonzo Hawk. Tornato Jim, Herbie ritorna a correre, vincendo la corsa Trans-France e innamorandosi di Giselle, una Lancia Scorpion che partecipa alla gara. Successivamente, Jim regala Herbie al nipote Davy Johns, che decide di iscrivere la macchina al Gran Premio del Brasile. Herbie in realtà, durante il viaggio verso il Sudamerica, conosce Paco, un orfano messicano, e lo aiuta a sfuggire a dei trafficanti d'arte. Il bambino trasforma temporaneamente Herbie in un taxi, salvo poi riconsegnarlo ai proprietari per riprendere a correre. Successivamente, Jim rientra in possesso di Herbie, ed apre con lui una scuola guida. Anche in questo caso, il Maggiolino aiuta il suo proprietario a conquistare la sua seconda moglie, Susan McLane.
Dopo qualche anno, Jim vende il Maggiolino a Simon Moore III, arrogante pilota, con il quale Herbie decide di non collaborare. Finisce così in uno sfasciacarrozze, dove viene trovato e rimesso in sesto dall'ex pilota di Formula 1 Hank Cooper. Distrutto da Horace, un Maggiolino malvagio creato dal vecchio Stumpfel per conto di Simon Moore, Herbie viene però ricostruito (con l'aiuto dello stesso Stumpfel e di Jim Douglas) e riesce infine a distruggere il suo alter ego maligno. Nell'ultimo film della serie, senza apparente continuità con i film precedenti, ritroviamo Herbie in uno sfasciacarrozze. Qui viene acquistato e restaurato da Maggie Peyton, giovane pilota in erba, che, sotto lo pseudonimo di Maxx (uno degli ex proprietari di Herbie), ottiene molti successi; alla fine, la ragazza iscrive il Maggiolino alla Nascar, riuscendo a trionfare nella Coppa Nextel. Herbie si innamora inoltre di una New Beetle gialla.

### Film della serie
| Film                                  | Data di uscita   | Regia            | Durata         | Box office (agg. al 2017) | Box office (agg. al 2017) | Box office (agg. al 2017) |
| Film                                  | Data di uscita   | Regia            | Durata         | USA                       | USA (rivalutato)          | Resto del mondo           |
| ------------------------------------- | ---------------- | ---------------- | -------------- | ------------------------- | ------------------------- | ------------------------- |
| Un Maggiolino tutto matto             | 24 dicembre 1968 | Robert Stevenson | 108 minuti     | $51,264,000               | $312,277,200              | N/A                       |
| Herbie il Maggiolino sempre più matto | 6 giugno 1974    | Robert Stevenson | 88 minuti      | $38,229,000               | $176,834,700              | N/A                       |
| Herbie al rally di Montecarlo         | 24 giugno 1977   | Vincent McEveety | 104 minuti     | $29,000,000               | $111,721,400              | N/A                       |
| Herbie sbarca in Messico              | 25 giugno 1980   | Vincent McEveety | 98 minuti      | $18,000,000               | $57,776,900               | N/A                       |
| Il ritorno del maggiolino tutto matto | 30 novembre 1997 | Peyton Reed      | 88 minuti      | — Film per la TV —        | — Film per la TV —        | — Film per la TV —        |
| Herbie - Il super Maggiolino          | 22 giugno 2005   | Angela Robinson  | 101 minuti     | $66,023,816               | $89,096,100               | $144,146,816              |
| Totale incassi                        | Totale incassi   | Totale incassi   | Totale incassi | $205,516,816              | $747,706,300              | $280,639,816+             |

Ai film si aggiunge la serie TV Herbie, The Love Bug del 1982, trasmessa dalla CBS.

## Descrizione

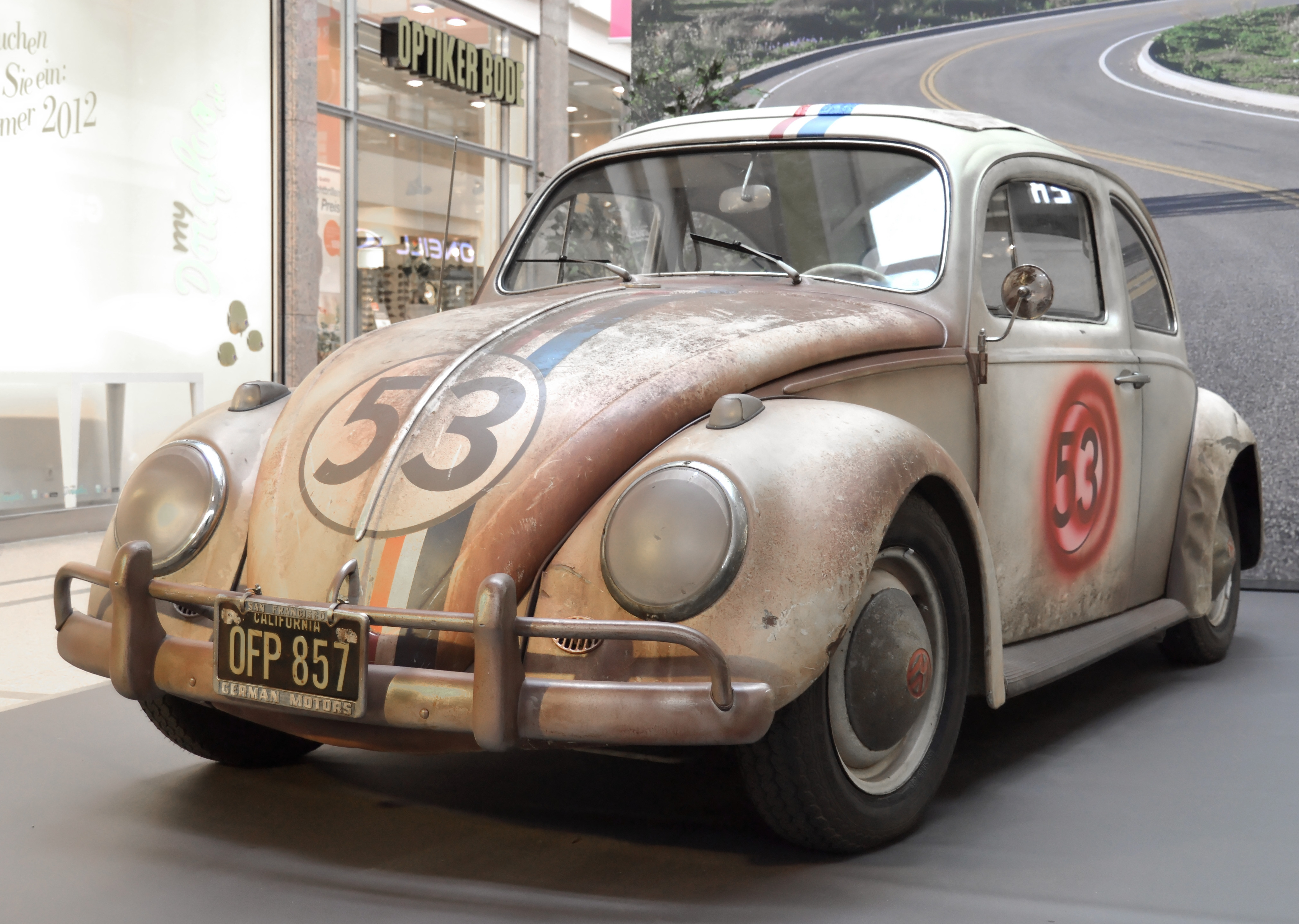
Una riproduzione dell'auto usata nel demolition derby di Herbie - Il super Maggiolino

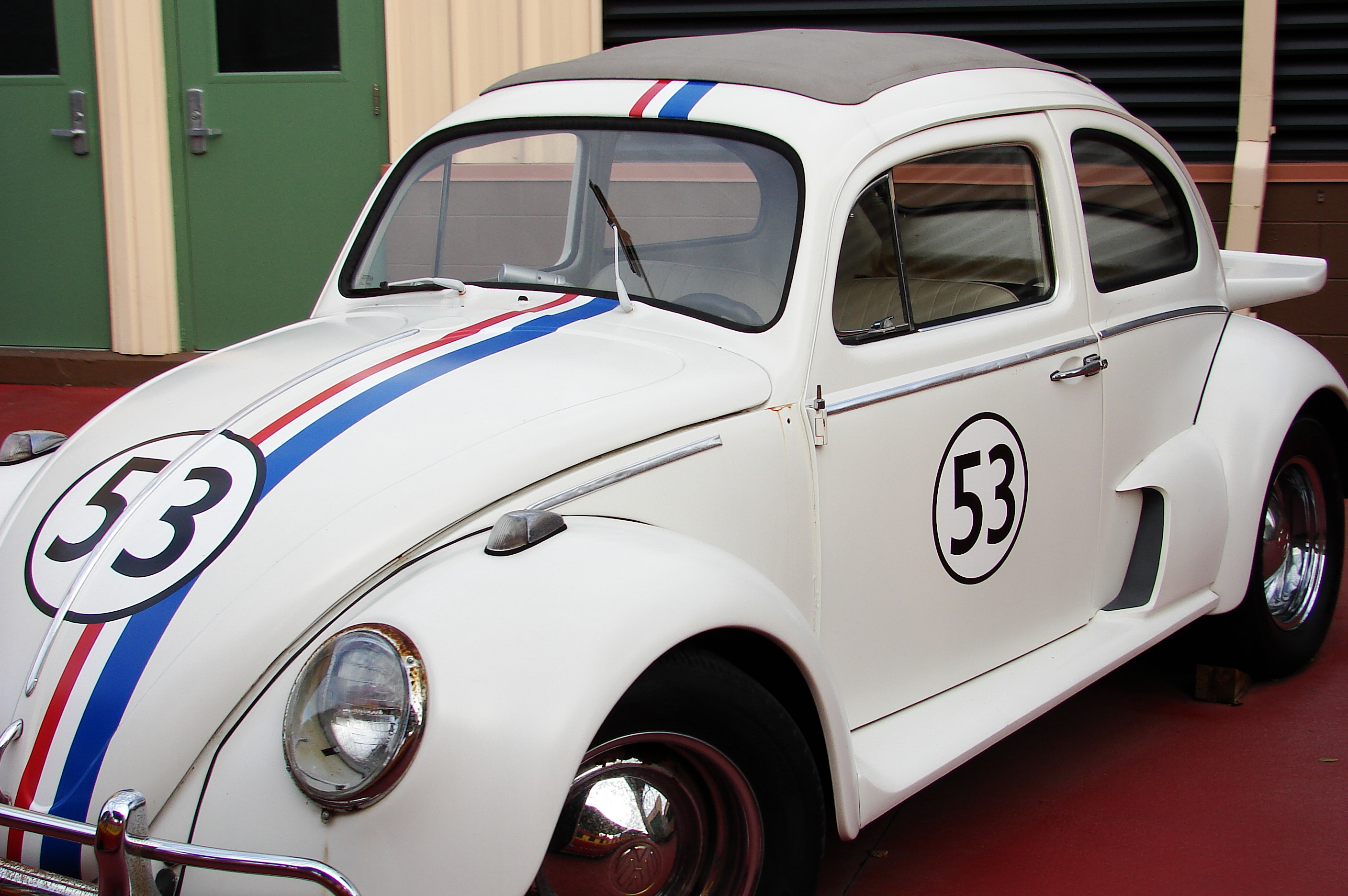
La stock car usata nell'ultima pellicola

La carrozzeria è color bianco perla L87. Il numero da gara di Herbie è il 53 nero con sfondo bianco in un cerchio nero.
In Herbie sbarca in Messico (IV film della serie) però si arrugginisce e viene trasformato in taxi; in Herbie - Il super Maggiolino (VI film) il Maggiolino si presenta in due versioni di stock car per NASCAR e il suo motore 1200 viene sostituito da un 2200.

### Caratteristiche e pezzi sportivi
- In Un Maggiolino tutto matto (primo film della serie, 1968) gli vengono messi il classico adesivo n. 53, la striscia rossa, bianca e blu ed anche del nastro adesivo nero per i fanali (non molto visto nella serie).
- In Herbie il Maggiolino sempre più matto (1974) gli viene messo un faro supplementare della Carello sul paraurti. La striscia blu diventa più scura.
- In Herbie al rally di Montecarlo (1977) viene cambiato il tipo di faro Carello con uno specifico da rally (mod. "Mirage PF 130") con cover nera, gli viene appiccicato un portabollo con il logo Trans-Francia e ogni tanto la vettura varia da '63 a '65 (lo si riconosce dagli specchietti retrovisori) e gli viene aggiunto uno scarico a terminali più grandi. Herbie è anche dotato di sportellino esterno per la benzina.
- In Il ritorno del Maggiolino tutto matto (1997), il tettuccio è bianco anziché grigio. La striscia blu ritorna di colore chiaro.
- In Herbie - Il super Maggiolino (2005) compare in differenti versioni, tra cui due diversi assetti stock car:
  - Il primo è per partecipare alla Due giorni automobilistica di Trip Murphy: gli viene montato uno spoiler, gli vengono messe delle gomme da sterrato e gli vengono impiantate delle luci LED blu per far risaltare il motore fornito di NOS.
  - Il secondo è allestito per partecipare alla gara NASCAR: gli vengono montate gomme Goodyear e cerchi da corsa, gli vengono applicati dei nuovi adesivi, gli viene messo un nuovo spoiler piegabile, gli viene installato un rollcage e saldate le portiere; sulla carrozzeria compaiono inoltre numerosi sponsor.

## Popolarità

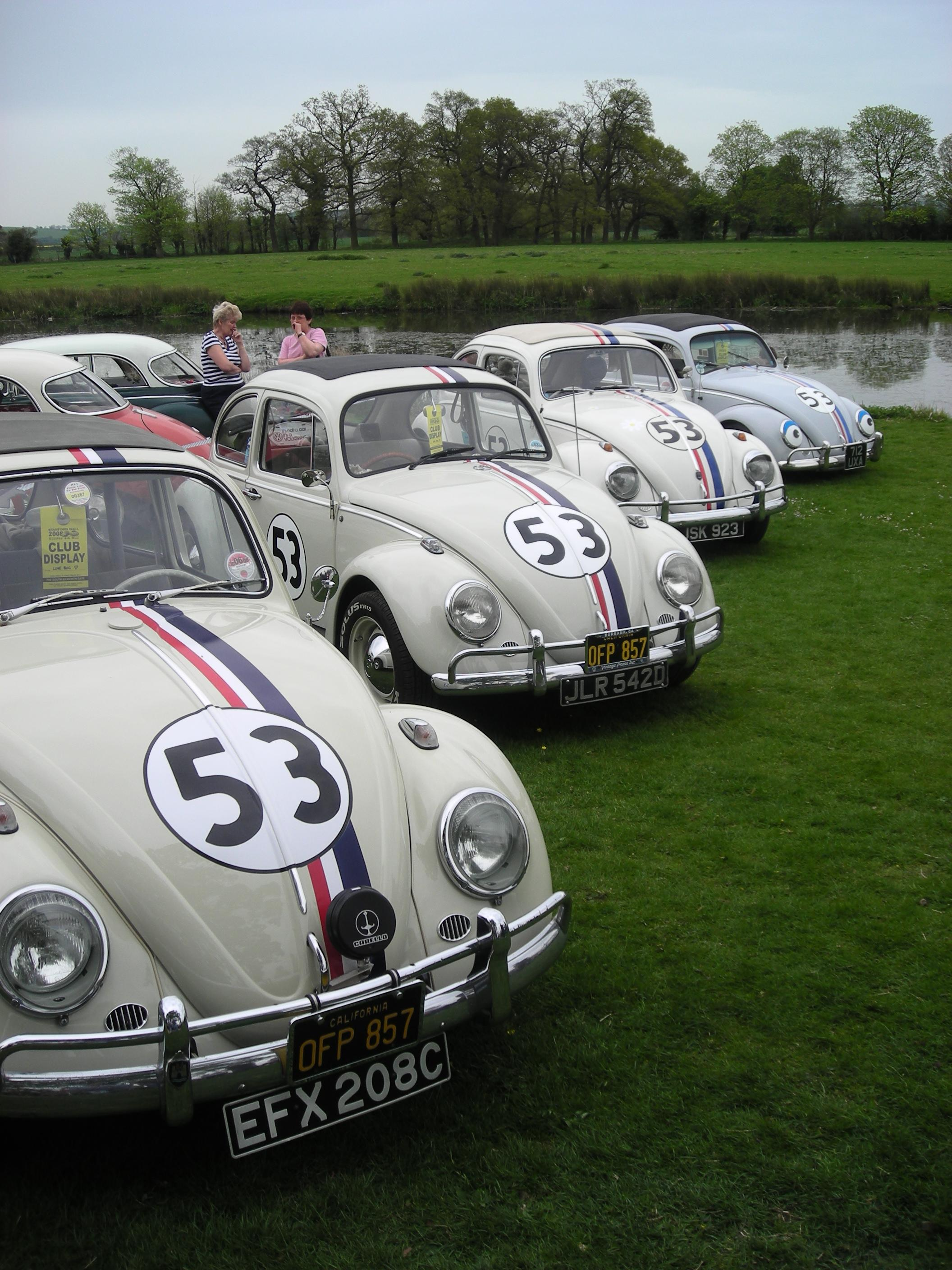
Delle repliche ad un raduno di Volkswagen, notare la riproduzione della targa originale "OFP 857"

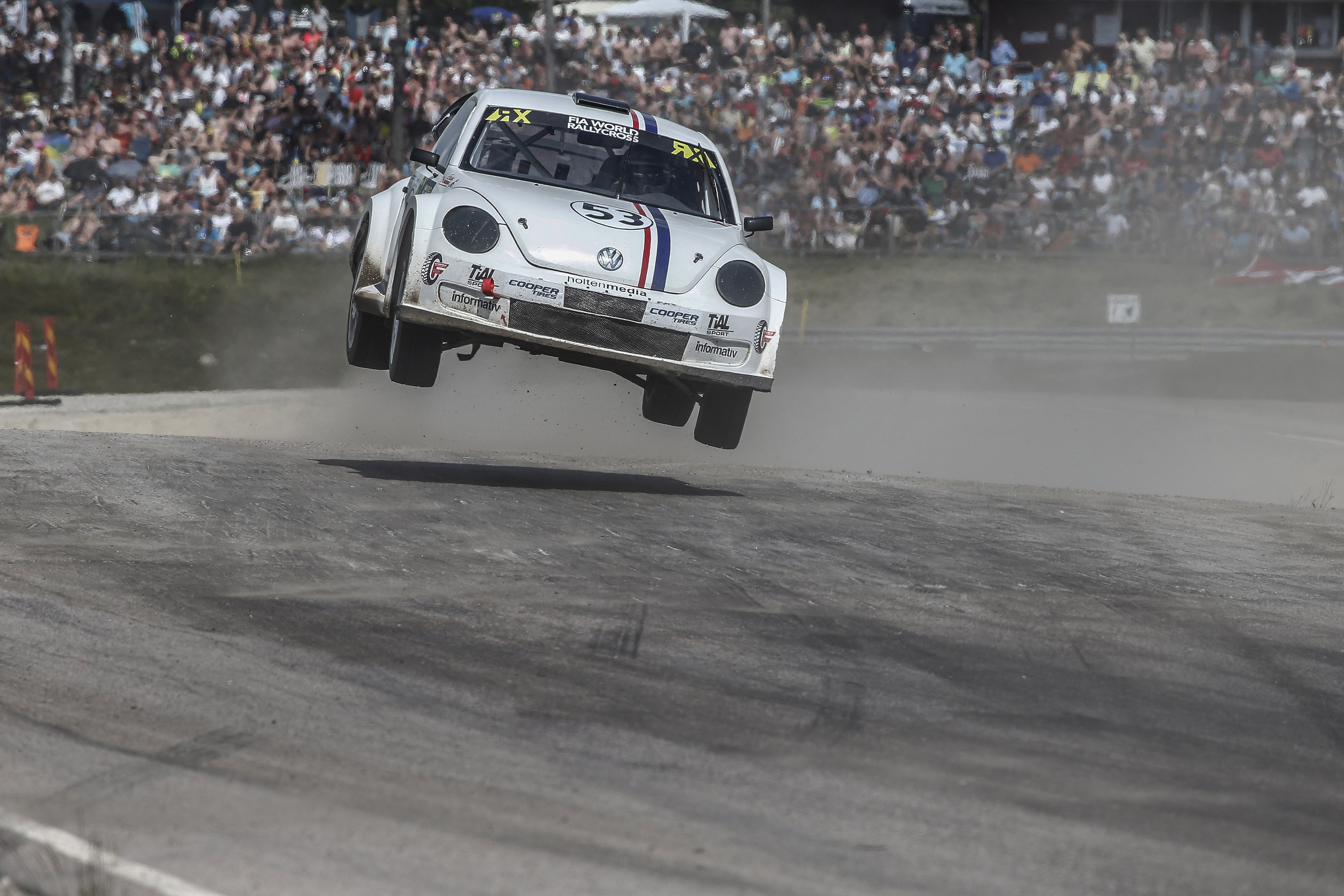
Un Maggiolino moderno nella livrea di Herbie

Herbie è noto in tutto il mondo, ed è quindi possibile vedere Maggiolini, Maggioloni, New Beetle e Beetle "truccati"; vengono addirittura costruiti, specialmente negli Stati Uniti, dei Maggiolini con un computer di bordo per farli muovere da soli.
Nel 2015, un esemplare utilizzato in Herbie al Rally di Montecarlo e in Herbie sbarca in Messico è stato battuto all'asta negli Stati Uniti per 126.000 dollari, divenendo il Maggiolino più costoso della storia; il record fu poi battuto dalla stessa auto nel 2018, venendo rivenduto per 128.700 $.
Ispirato da Herbie è stato il Maggiolino di Dudù il maggiolino a tutto gas, Il maggiolino Dudù contro leoni pantere e zebù, Dudù il maggiolino scatenato e Dudino il supermaggiolino.